# Mesocyclops aspericornis
Mesocyclops aspericornis is een eenoogkreeftjessoort uit de familie van de Cyclopidae. De wetenschappelijke naam van de soort is voor het eerst geldig gepubliceerd in 1906 door Daday.